# خرفخانه‌های دشت احمد بیگی
خرفخانه‌های دشت احمد بیگی مربوط به دوره اشکانیان - دوره ساسانیان است و در شهرستان خرم بید، بخش مشهد مرغاب، شهر قادرآباد، کیلومتر ۳ جاده قدیم قادرآباد به پاسارگاد (سعادت شهر) ، بر ارتفاعات دشت احمد بیگی واقع شده و این اثر در تاریخ ۲۶ اسفند ۱۳۸۶ با شمارهٔ ثبت ۲۱۸۴۷ به‌عنوان یکی از آثار ملی ایران به ثبت رسیده است.